# Karl-Heinz Frankl
Karl-Heinz Frankl (* 12. Dezember 1938 in Zwettl; † 28. Dezember 2019 in Klagenfurt) war ein österreichischer römisch-katholischer Priester, Kirchenhistoriker, Diözesan-Archivar und Generalvikar der Diözese Gurk.

## Leben
Nach der Matura 1956 am Bundesrealgymnasium in Villach studierte Frankl von 1956 bis 1962 Theologie an der Philosophisch-Theologischen Diözesanlehranstalt in Klagenfurt. Nach seiner Priesterweihe 1962 in Klagenfurt wirkte er ein Jahr als Kaplan in Obervellach. Anschließend unterrichtete er zwei Jahre Religion an Berufsschulen in Klagenfurt, bis er von 1965 bis 1967 Kirchengeschichte an der Päpstlichen Universität Gregoriana studierte. 1970 wurde er in Theologie mit der Dissertation über das „spätmittelalterliche Ablasswesen“ bei dem Kirchenhistoriker Karl Amon an der Universität Graz promoviert.
Von 1967 bis 1968 war er stellvertretender Rektor des Bischöflichen Bildungshauses St. Georgen am Längsee und wirkte danach von 1969 bis 1971 als Subregens am Bischöflichen Priesterseminar in Klagenfurt und von 1971 bis 1975 als Vizeregens am Priesterseminar der Diözese Gurk in Salzburg. Von 1977 bis 2015 war er Diözesanarchivar und errichtete einen Neubau für das Archiv und konnte die Neuorganisation des Diözesanen Archivwesens in die Wege leiten. Frankl war seit 1985 Mitglied des Bischöflichen Konsistoriums und des Gurker Domkapitels. Bischof Egon Kapellari ernannte ihn 1985 zum Generalvikar der Diözese Gurk, bis er 1993 durch Olaf Colerus-Geldern im Amt abgelöst wurde.
1977 wurde er zum Professor für Kirchengeschichte an der Pädagogischen Akademie in Klagenfurt ernannt. Von 1993 bis 2005 war er Ordinarius für Kirchengeschichte an der Katholisch-Theologischen Fakultät der Universität Wien. Hauptlehr- und Forschungsgebiet von Frankl waren das Patriarchat von Aquileia und die Kärntner Kirchengeschichte sowie die kirchliche Sozial- und religiöse Alltagsgeschichte. Ein Schwerpunkt waren Forschungsarbeiten zum Wiener Priesterkolleg St. Augustin (Frintaneum), das von 1816 bis 1918 eine kaiserliche Einrichtung zur kirchlichen Elitebildung der Donaumonarchie darstellte.
1991 war Gründungsmitglied und von 1991 bis 2017 erster Prior für die Komturei Klagenfurt des Ritterordens vom Heiligen Grab zu Jerusalem. 2017 wurde Alois Schwarz, Bischof von Gurk-Klagenfurt, sein Nachfolger. Seit 11. November 1975 war er Mitglied der Görres-Gesellschaft. Er wurde in der Domherrengruft des Klagenfurter Domes beigesetzt.
Zu seinen Schülern gehört Martin Leitgöb (seit 2023 Provinzial der Redemptoristen).

## Ehrungen und Auszeichnungen
- 1983 – Ernennung zum Monsignore
- 1986 – Ernennung zum Päpstlichen Ehrenprälaten
- 2017 – Ehrenprior der Komturei Klagenfurt des Ritterordens vom Heiligen Grab zu Jerusalem
- 2018 – Ehrenzeichen des Landes Kärnten

## Schriften
- zusammen mit Peter Günther Tropper: Kirche im Gau: Dokumente zur Situation der katholischen Kirche in Kärnten von 1938 bis 1945, Universitätsverlag Carinthia 1995
- zusammen mit Karl Amon und Peter Günther Tropper: Der heilige Nonnosus von Molzbichl (= Das Kärntner Landesarchiv. Band 27). Verlag des Kärntner Landesarchivs, Klagenfurt 2001, ISBN 3-900531-49-8
- zusammen mit Peter Günther Tropper: Das "Frintaneum" in Wien und seine Mitglieder aus den Kirchenprovinzen Wien, Salzburg und Görz: (1816–1918): ein biographisches Lexikon, Hermagoras 2006, ISBN 978-3-7086-0250-9
- zusammen mit Rupert Klieber (Hrsg.): Das Priesterkolleg St. Augustin "Frintaneum" in Wien 1816 bis 1918, Böhlau Wien 2007, ISBN 978-3-205-77659-8

Das Christentum in Kärnten (4 Bände)
- zusammen mit Peter Günther Tropper: Das Christentum in Kärnten, Von den Anfängen. (Band 1), Sadifa Media 2002
- zusammen mit Christine Tropper: Das Christentum in Kärnten. Vom Hochmittelalter. (Band 2), Sadifa Media 2003
- zusammen mit Peter Günther Tropper: Das Christentum in Kärnten. Gegenreformation. (Band 3), Sadifa Media 2004
- zusammen mit Peter Günther Tropper: Das Christentum in Kärnten. Vom 19. Jahrhundert. (Band 4), Sadifa Media 2005